# Мандайя
Мандайя — народ на Филиппинах, входящий в группу филиппинских горных народов. Территория расселения — провинции Восточный Давао и Южный Суригао на острове Минданао. Самоназвание — мандайя (в переводе — «люди»). Численность — 523 тысяч. Язык — мандайя (см. Филиппинские языки), имеет отдельные говоры. Весь народ делится на 5 субэтничесикх групп, из которых наиболее крупная — мансака (в переводе — «земледельцы»).

## Хозяйство и бытовые традиции
Мандайя занимаются ручным земледелием, речным рыболовством, собирательством. У мансака распространено возделывание суходольного риса, табака, кофе, сахарного тростника, хлопка, кукурузы. Развиты ремёсла, например, плетение из абаки и хлопка, обработка дерева и металлов, гончарное ремесло.
Одежда мужчин — свободная рубаха и штаны, украшенная ленточками и кисточками. Одежда женщин — саронг и кофта. Украшения — металлические или из раковин. Цвета одежды преимущественно яркие. У местной знати в ходу соломенные или лубяные шляпы.
Жилище — свайное, прямоугольное. В строительстве используются дерево, бамбук, солома, листья пальмы.
Основное традиционное оружие — широкий кинжал и длинный узкий щит из дерева, а также лук и стрелы.

## Общественное устройство и духовная культура
Мандайя разделяются на сословия — знать (багани), жрецов (баилан или бальян), и простых общинников. Или, в некоторых группах, родом руководит вождь (хари-хари) и совет (тигуланг). У богатых распространена полигиния (не у христиан). В настоящее время распространилась и усиливается имущественная дифференциация.
Брак — билокальный и неолокальный (см. Локальность).
Часть мандайя исповедует католицизм, и практически все сохраняют традиционные верования. Это — аграрные культы, вера в духов предков и т. д. Богат фольклор.